# Peter Graulund
Peter Graulund (* 20. September 1976 in Brørup) ist ein ehemaliger dänischer Fußballspieler, der zuletzt beim Aarhus GF in der dänischen 1. Division unter Vertrag stand.

## Karriere
Peter Graulund begann seine Laufbahn beim Vejen SF sowie beim Kolding Boldklub. Im Alter von 19 Jahren wechselte Graulund zu Vejle BK, wo der Stürmer unter der Trainerlegende Ole Fritsen im Seniorenbereich debütierte. Beim Verein aus der Region Syddanmark spielte er drei Spielzeiten, bevor dieser zum dänischen Spitzenklub Brøndby IF kam.
Bei Brøndby wurde Graulund in der Saison 2000/01 Torschützenkönig der Superliga, wodurch der damalige Zweitligist VfL Bochum auf ihn aufmerksam wurde und ihn für 2,8 Millionen D-Mark verpflichtete. Beim Ruhrpott Verein schaffte er jedoch nie den Durchbruch, sodass Graulund 2003 zum Aarhus GF verliehen wurde.
Ende Januar 2004 schloss sich Graulund dem schwedischen Klub Helsingborgs IF an. Beim Erstligisten unterschrieb er einen Drei-Jahres-Kontrakt. An der Seite von Andreas Granqvist, Erik Wahlstedt, Christian Järdler und Jesper Jansson war er auf Anhieb Stammspieler und erzielte zehn Saisontore. Auch in seiner zweiten Spielzeit war er treffsicher und erzielte als bester vereinsinternen Schütze  sieben Tore, die dem Klub zum sechsten Tabellenplatz führten. Kurz nach Öffnen des Transferfensters im Januar 2006 verließ er den Klub nach zwei Spielzeiten verfrüht, um sich erneut dem dänischen Klub Aarhus GF anzuschließen.
In der Rückrunde der Spielzeit 2005/06 erzielte Graulund lediglich ein Tor und stieg am Saisonende mit der Mannschaft in die Zweitklassigkeit ab. Als Torschützenkönig der zweiten Liga mit 17 Toren verhalf er dem Klub zum direkten Wiederaufstieg. Anschließend bewies er auch in der höchsten Liga seine Torgefahr und platzierte sich am Ende der Spielzeit 2007/08 mit 13 Saisontoren gleichauf mit Henrik Hansen hinter Jeppe Curth und Martin Bernburg auf dem dritten Rang der Torschützenliste. Obwohl auch in den folgenden Spielzeiten regelmäßiger Torschütze, stieg er 2010 erneut mit dem Klub in die zweite Liga ab. Dort  beendete Graulund 2012 auch seine Laufbahn und ist aktuell in Aarhus als Jugendtrainer tätig.

## Erfolge
- dänischer Torschützenkönig (2000/01 Superliga 21 Tore)
- dänischer Torschützenkönig (2006/07 1. division 17 Tore)
- dänischer Torschützenkönig (2010/11 1. division 20 Tore)